# Neomaenas inornata
Neomaenas inornata är en fjärilsart som beskrevs av Henry John Elwes 1903. Neomaenas inornata ingår i släktet Neomaenas och familjen praktfjärilar. Inga underarter finns listade i Catalogue of Life.